# 布雷·外耶特
布雷·外耶特（英語：Bray Wyatt，1987年5月23日—2023年8月24日），本名溫德姆·勞倫斯·羅通達（英語：Windham Lawrence Rotunda），是美國職業摔角選手。他以在世界摔角娛樂時期以「布雷·外耶特」為擂台名而聞名。
曾是外耶特家族成員，也曾加入過外道軍團。

## 職業摔角生涯
在2017年2月12日的行刑室鐵籠戰上贏得生涯第一次的WWE冠軍，在之後的摔角狂熱33上與蘭迪·歐頓對決，最終輸給歐頓，結束49天的衛冕。在摔角狂熱之後，從原本的SmackDown品牌轉移至Raw品牌。
在2019年WWE選秀期間，外耶特被選入SmackDown，10月31日於沙特阿拉伯利雅德舉辦的Crown Jewel大賽上，擊敗賽特·羅林斯，拿下生涯首次的WWE環球冠軍。
在2020年2月7日的SmackDown中，名人堂成員戈柏於屏幕採訪中為了爭奪環球冠軍腰帶，對外耶特發起挑戰。在2月27日的超級對決上，戈柏成功擊敗外耶特，也結束外耶特118天的冠軍衛冕，而這也是外耶特以「邪神」（The Fiend）這個角色，參與摔角比賽的首次失利。在隔天的SmackDown上，外耶特對剛回歸的約翰·希南發起挑戰，要求希南在摔角狂熱36上進行一場比賽，而希南接受挑戰，這是2014年摔角狂熱的重賽。最終外耶特贏得這場比賽，比賽結束後希南的身體從擂台中央消失。
在4月10日的SmackDown中，在新任環球冠軍布勞恩·史卓曼擊敗中邑真輔之後，外耶特要求挑戰史卓曼的環球冠軍頭銜。在5月10日的公事包大戰上，史卓曼擊敗外耶特成功衛冕冠軍頭銜。在一個月之後，外耶特在6月19日的SmackDown中回到螢火蟲樂園（Firefly Fun House），面對史卓曼，在此過程中重新引入他原來的「世界侵蝕者」角色（Eater of The Worlds），再度展開爭執。在極限規則中，外耶特在一場名為「外耶特沼澤戰鬥」（Wyatt Swamp Fight）的無關頭銜賽中擊敗史卓曼。在7月31日的SmackDown中，邪神回歸並攻擊史卓曼情有獨鍾的阿歷薩·布利斯。兩週後，在史卓曼攻擊布利斯之後，雙方確認這場比賽。在夏日衝擊中，邪神擊敗史卓曼贏得生涯第二次的環球冠軍。比賽結束後，羅曼·瑞恩斯回歸並攻擊邪神和史卓曼。在一週後的絕命復仇上，三方進行一場無限制賽，在瑞恩斯壓制史卓曼之後，邪神結束僅一週的冠軍衛冕。

## 逝世
2023年8月24日，外耶特因心肌梗死去世，得年36歲，其死訊由WWE首席內容官Triple H在社交媒體X上宣佈。8月25日的WWE SmackDown節目舉行了特別的紀念儀式，緬懷外耶特及早前去世的泰瑞·放克。

## 冠軍及成就
- 世界摔角娛樂
  - WWE冠軍（一次）
  - WWE環球冠軍（兩次）
  - WWE Raw雙打冠軍（一次）– 與麥特·哈迪
  - WWE SmackDown雙打冠軍（一次）– 與盧克·哈波爾和蘭迪·歐頓